# Le Rousset
Le Rousset foi uma comuna francesa na região administrativa de Borgonha-Franco-Condado, no departamento Saône-et-Loire. Estendia-se por uma área de 24,78 km². Em 2010 a comuna tinha 253 habitantes (densidade: 10,2 hab./km²).
Em 1 de janeiro de 2016, passou a formar parte da nova comuna de Le Rousset-Marizy.